# Praetaxila weiskei
Praetaxila weiskei is een vlindersoort uit de familie van de prachtvlinders (Riodinidae), onderfamilie Nemeobiinae.
Praetaxila weiskei werd in 1901 beschreven door Rothschild.